# Kotezi
Kotezi är en ort i Bosnien och Hercegovina.   Den ligger i entiteten Federationen Bosnien och Hercegovina, i den centrala delen av landet, 80 km väster om huvudstaden Sarajevo. Kotezi ligger 595 meter över havet och antalet invånare är 133.
Terrängen runt Kotezi är kuperad.Närmaste större samhälle är Bugojno, 3,0 km sydost om Kotezi. 
Omgivningarna runt Kotezi är en mosaik av jordbruksmark och naturlig växtlighet. Runt Kotezi är det ganska tätbefolkat, med 93 invånare per kvadratkilometer.